# Fondation pour l'éducation à l'environnement
 (novembre 2018).
La Fondation pour l'éducation à l'environnement (FEE) est une organisation non gouvernementale, à but non lucratif, de promotion du développement durable à travers l’éducation à l’environnement.
La FEE est une organisation internationale représentée dans 60 pays en Europe, Amérique du Nord et du Sud, Afrique, Asie et Océanie. Un organisme membre dans chaque pays représente la FEE au niveau national et est chargé d’y développer les programmes de la FEE. 
Depuis 1981, la FEE promeut activement l’éducation à l’environnement grâce à ses programmes internationaux, qui accompagnent des engagements pris dans des Agendas 21, et entraînent les publics de tous âges et nationalités à travers l’éducation scolaire, la formation du personnel et une sensibilisation générale. 
La FEE est active principalement à travers ses 5 programmes d’éducation à l’environnement : Pavillon Bleu, Eco-Écoles, Jeunes Reporters pour l’Environnement, Learning about Forest et La Clef Verte.

## Les écolabels

### La Clef Verte
Ce label est accordé aux gestionnaires d'hébergement touristique qui s'engagent à minimiser leur impact sur l'environnement.

### Le Pavillon Bleu
Le Pavillon Bleu a pour objectif de garantir la bonne qualité des eaux de baignade, il s'adresse aux collectivités touristiques balnéaires, aux gestionnaires de ports de plaisance, et à leurs utilisateurs touristes et plaisanciers.